# Adelaida de Díaz Ungría
Adelaida G. de Díaz Ungría (España, 1913 - Caracas, diciembre de 2003) fue una científica y pionera de la antropología física y biológica en Venezuela. Muchos de sus hallazgos se encuentran en el Museo de Ciencias de Caracas y el Museo de Antropología e Historia de Maracay. Díaz Ungría fue fundadora de la Escuela Venezolana de Antropología Biológica y directora de la sección de Biología Humana del Instituto de Investigaciones Económicas y Sociales de la Universidad Central de Venezuela.

## Publicaciones
- Un Encuentro con la antropología física venezolana, 2004
- Antropología física de los indios irapa, 1971.
- Anthropometria de los indígenas Shrisana y Macuiritare informe, 1960.
- La estructura biológica de los indígenas Yukpa ante el cambio cultural, 1971.
- Aplicación del análisis multi-variante a características físicas de los indios Gurao y Caribe, 1957.